# 布羅阿
布羅阿（葡萄牙語：Broa；[ˈbɾow.ɐ]或[ˈbɾo.ɐ]）是一種使用玉米和黑麥製成的麵包，傳統上生產自葡萄牙、加利西亞、安哥拉、莫桑比克、維德角和巴西等地（通常會使用茴香加以調味），不像一般來自英國南方的小麥麵包，布羅阿由粗玉米粉、小麥粉和黑麥粉混和製成，並放入發酵過後的酵母取代發粉及小蘇打。
布羅阿的名字是来自哥德語以及苏维汇人的字彙「brauth」，原意即是代表麵包的意思。
在葡萄牙，玉米麵包（broa de milho）為美味方舟計畫內的其中一種類型麵包。這種經發酵的麵包有著鄉村風味且適合與湯品共同食用，尤其與一道內涵脆嫩羽衣甘藍、馬鈴薯以及乔利佐香腸的葡式甘蓝汤完美搭配。
於菲律賓，布羅阿一般泛指手指餅乾，而非玉米麵包。